# (296462) Corylachlan
(296462) Corylachlan est un astéroïde de la ceinture principale.

## Description
(296462) Corylachlan est un astéroïde de la ceinture principale. Il fut découvert le 23 avril 2009 à Zadko par Michael Todd. Il présente une orbite caractérisée par un demi-grand axe de 2,55 UA, une excentricité de 0,24 et une inclinaison de 14,1° par rapport à l'écliptique.